# 12912 Streator
12912 Streator è un asteroide della fascia principale. Scoperto nel 1998, presenta un'orbita caratterizzata da un semiasse maggiore pari a 3,1700372 UA e da un'eccentricità di 0,1312264, inclinata di 2,69907° rispetto all'eclittica.